# État-major général des Forces armées de la fédération de Russie
L’État-major général des Forces armées de la fédération de Russie (en russe : Генеральный штаб Вооружённых сил Российской Федерации, communément appelé Genchtab, Генштаб) est l'institution centrale gérant l'administration, les opérations et la logistique des forces armées russes. Il est appelé « général » pour le différencier des autres états-majors sous ses ordres. Le chef de l'État-major général travaille sous l'autorité du gouvernement, notamment du ministre de la Défense (presque toujours un militaire), lui-même aux ordres du commandant-en-chef, le président de la fédération de Russie.

## Historique

### Empire russe

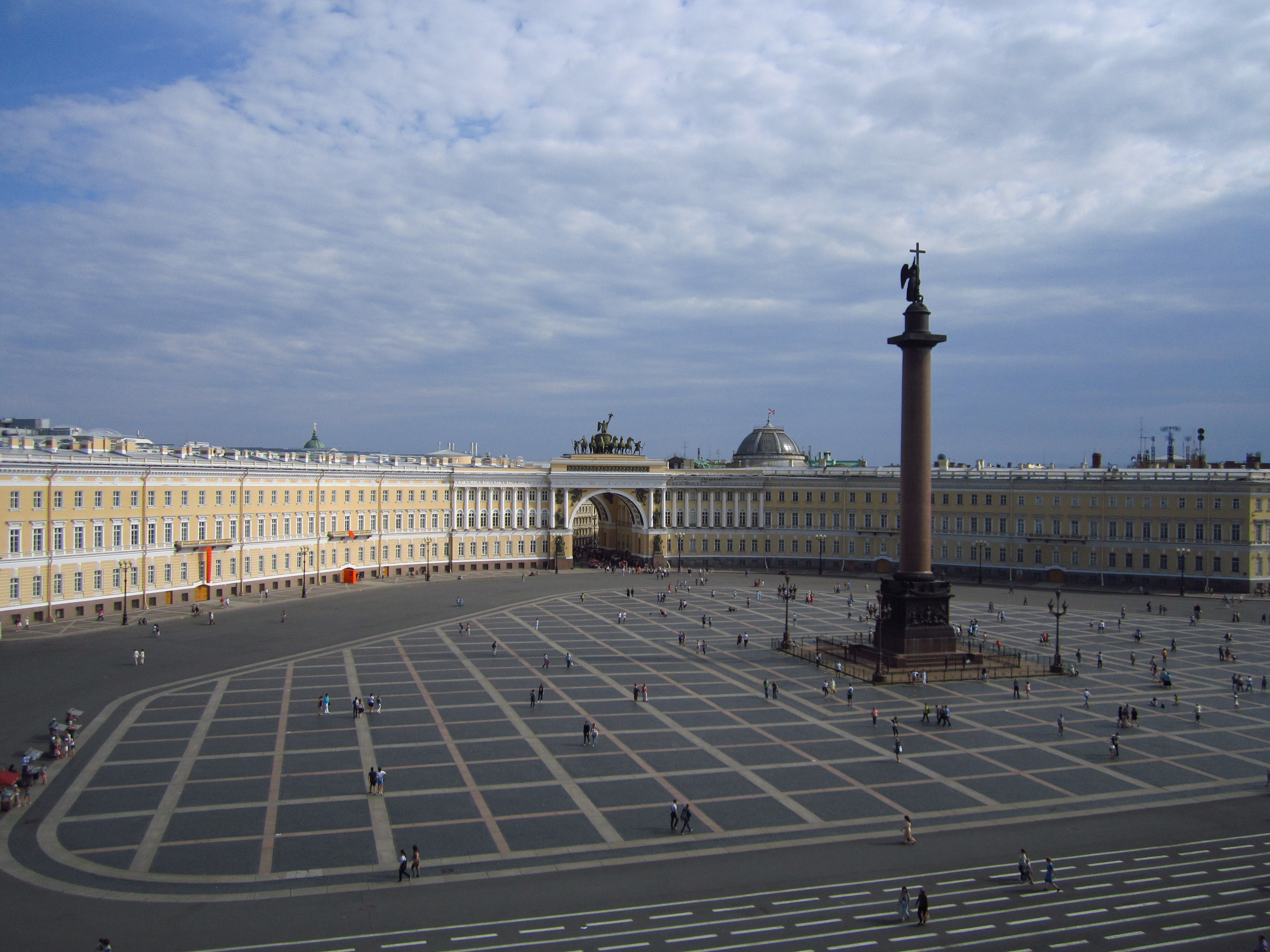
Le Palais de l'État-Major, donnant sur la place du Palais à Saint-Pétersbourg, utilisé par le Genchtab sous l'Empire russe.

En 1711, Pierre le Grand avait mis en place un « service du quartier-maître » (kvartirmeisterskaïa tchast), renommé « état-major général (general'nyi shtab) en 1763 sous le règne de Catherine II et dissous en 1796.
En imitation du Grand État-Major général (en allemand : le große Generalstab, d'où dérive le Genchtab russe) prussien, un « directorat principal de l'état-major » est créé en 1863 par le ministre de la Guerre Dmitri Milioutine à Saint-Pétersbourg, qui devient l'« État-major principal » en 1866 (installé dans le Palais de l'État-Major) pour gérer l'Armée impériale russe, sous les ordres de l'empereur. Pour former les officiers d'état-major (les genchtabisty), ils sont envoyés à l'Académie militaire impériale (renommée ensuite Académie militaire de l’état-major général). Les chefs de cet état-major principal furent :
- Feodor Logginovitch Heiden de 1866 à 1881 ;
- Nicolas Nikolaïevitch Obroutchev, de 1881 à 1897 ;
- Viktor Viktorovitch Sakharov de 1898 à 1904 ;
- Pyotr Alexeevich Frolov de 1904 à 1905.

La défaite lors de la guerre russo-japonaise entraîne quelques réformes, avec notamment le changement de nom en « État-Major général », dont les chefs furent :
- Fiodor Fiodorovitch Palitzine, de 1905 à 1908 ;
- Vladimir Alexandrovitch Soukhomlinov de 1908 à 1909 ;
- Alexandre Mychlaïevski, de mars à septembre 1909 ;
- Evgueni Gerngross, de 1909 à 1911 ;
- Yakov Grigorievitch Jilinksi, de 1911 à mars 1914 ;
- Nikolaï Nikolaïevitch Yanouchkevitch, de mars au 1er août 1914 ;
- Mikhaïl Alexeïevitch Beliaïev, d'août 1914 au 10 août 1916 ;
- Piotr Averyanov, du 10 août 1916 au 15 mai 1917 ;
- Ivan Romanovski, du 18 juillet au 26 septembre 1917 ;
- Vladimir Vladimirovitch Marouchevski, du 26 septembre au 23 novembre 1917.

Pendant la Première Guerre mondiale, l'État-Major général est au service du « quartier-général du commandant suprême » (Ставка Верховного Главнокомандующего), la Stavka.

### Union soviétique

Ancien siège (de 1917 à 1987) du Genchtab, rue Znamenka
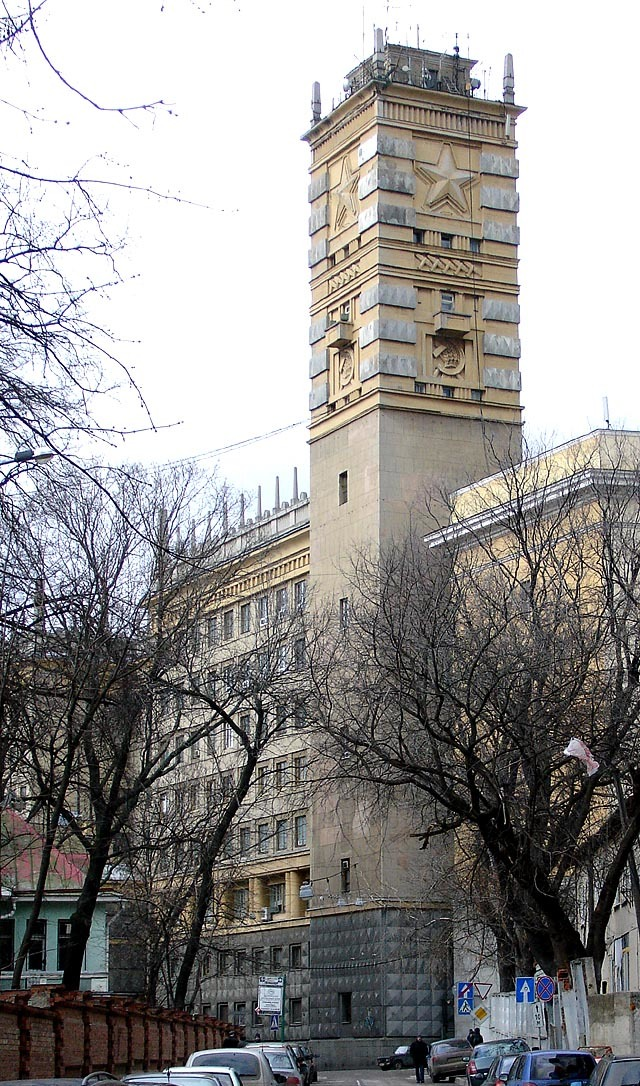
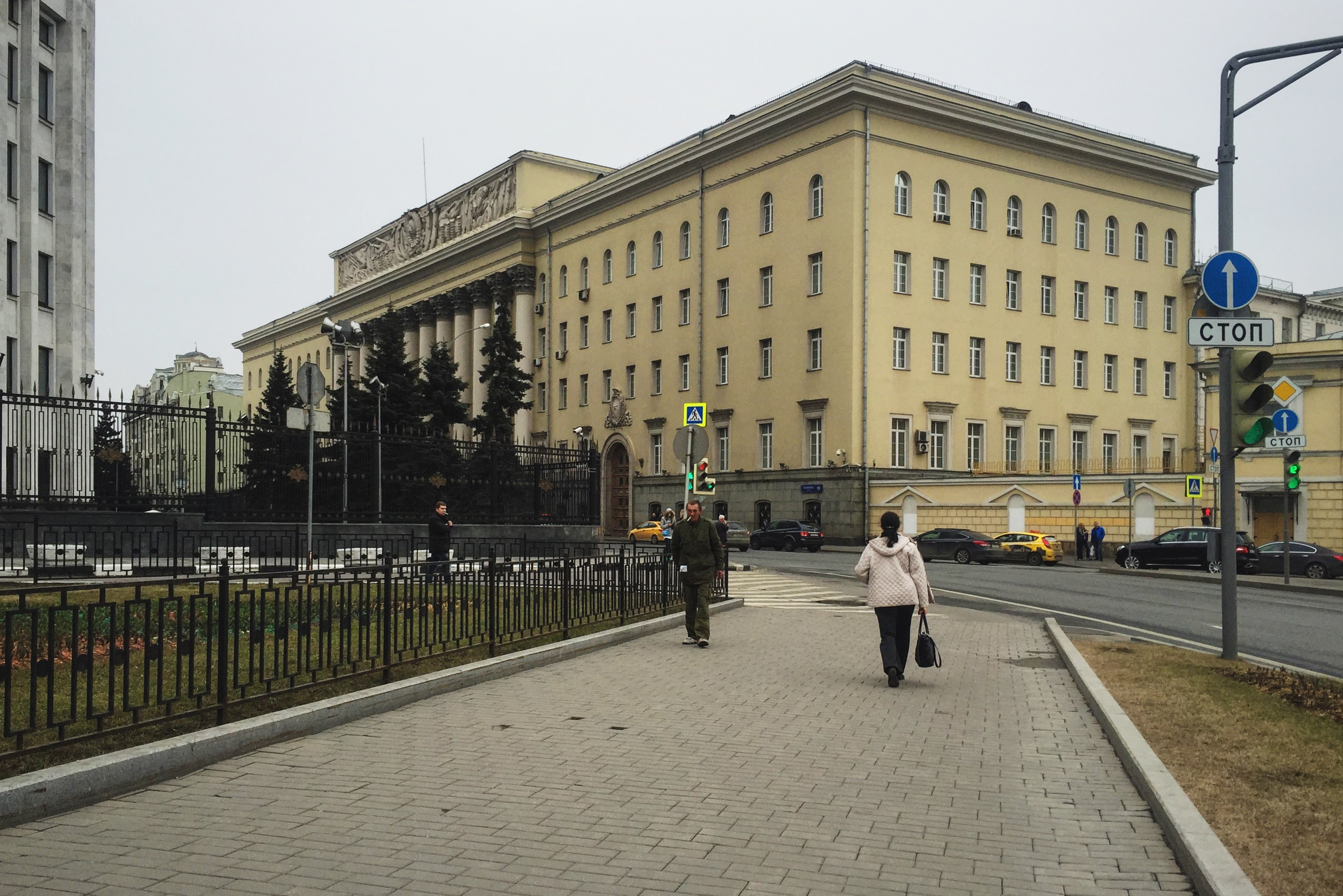

Après la révolution d'Octobre, le Conseil des commissaires du peuple confie l'État-major général à Nicolas Mikhailovitch Potapov (ru) du 23 novembre 1917 au 8 mai 1918. L'Armée russe s'effondrant, elle est remplacée par l'Armée rouge des ouvriers et paysans (RKKA), qui se dote d'un petit état-major opérationnel installé dans le centre-ville de Moscou. À la fin de la guerre civile russe, l'État-Major est rétabli, développant progressivement son administration. L'Académie militaire de l'Armée rouge est renommée « Académie militaire Frounze » en 1925.
- Pavel Pavlovitch Lebedev, de 1921 à 1924 ;
- Mikhaïl Vassilievitch Frounze, de 1924 à 1925 ;
- Sergueï Sergueïevitch Kamenev, de janvier à novembre 1925 ;
- Mikhaïl Nikolaïevitch Toukhatchevski, de 1925 à 1928 ;
- Boris Mikhaïlovitch Chapochnikov, de 1928 à 1931 ;
- Vladimir Kiriakovitch Triandafillov, de mai à juillet 1931 ;
- Alexandre Ilitch Iegorov, de 1931 à 1937.

Le 22 septembre 1935, il reprend le nom d'« État-Major général ».
- Boris Mikhaïlovitch Chapochnikov, de 1937 à 1940 ;
- Kirill Afanassievitch Meretskov, d'août 1940 à janvier 1941 ;
- Gueorgui Konstantinovitch Joukov, de février au 29 juillet 1941[4].

Le 23 juin 1941, la Stavka (Ставка, traduisible par « quartier-général ») est remise sur pied autour de Joseph Staline, qui devient le 10 juillet 1941 la « Stavka du haut-commandement » (Ставку Верховного командования) puis le 8 août 1941 la « Stavka du commandement suprême » (Ставку Верховного Главнокомандования). L'Académie Frounzé est déménagée pour la durée du conflit à Tachkent, le Genchtab se réfugie à Arzamas pendant la bataille de Moscou, mais la Stavka reste à Moscou auprès de Staline. L'État-Major général est maintenu sous les ordres de la Stavka, chargé des aspects techniques de la planification stratégique, avec à sa tête successivement :
- Boris Mikhaïlovitch Chapochnikov, du 29 juillet 1941 au 11 mai 1942 ;
- Alexandre Mikhaïlovitch Vassilievski, du 26 juin 1942 à février 1945 ;
- Alexeï Innokentievitch Antonov, de février 1945 au 22 mars 1946.

La Stavka est dissoute en octobre 1945. En mars 1946, le Genchtab prend le nom d'« État-Major général des forces armées de l'Union soviétique », avec notamment pour mission de planifier un conflit contre l'OTAN (tel que simulé par exemple dans le scénario « Sept jours jusqu'au Rhin »). Se rajoute à partir de cette date un commandant-en-chef des forces terrestres (le premier fut Gueorgui Joukov, remplacé dès le 2 juin 1946 par Ivan Koniev). Les chefs du Genchtab pendant la guerre froide furent :
- Alexandre Mikhaïlovitch Vassilievski, de 1946 à 1948 ;
- Sergeï Matveïevitch Chtemenko, de 1948 à 1952 ;
- Vassili Danilovitch Sokolovski, de 1952 à 1960 ;
- Matveï Vassilievitch Zakharov, de 1960 à 1963 ;
- Sergueï Semionovitch Biriouzov, de 1963 à 1964 ;
- Matveï Vassilievitch Zakharov, de 1964 à 1971 ;
- Viktor Gueorguievitch Koulikov, de 1971 à 1977 ;
- Nikolaï Vassilievitch Ogarkov, de 1977 à 1984 ;
- Sergueï Fiodorovitch Akhromeïev, de 1984 à 1988 ;
- Mikhail Alexeïvitch Moiseev (ru), de 1988 au 23 août 1991 ;
- Vladimir Nikolaïevich Lobov (ru), du 23 août au 25 décembre 1991[5].

L'échec du putsch de Moscou du 19 au 21 août 1991, mené entre autres par le ministre de la Défense Dmitri Iazov, avec déploiement en ville des chars T-80 des divisions Tamanskaïa et Kantemirovskaïa, entraîne le suicide d'Akhromeïev et le remplacement de Moiseev.

### Fédération de Russie

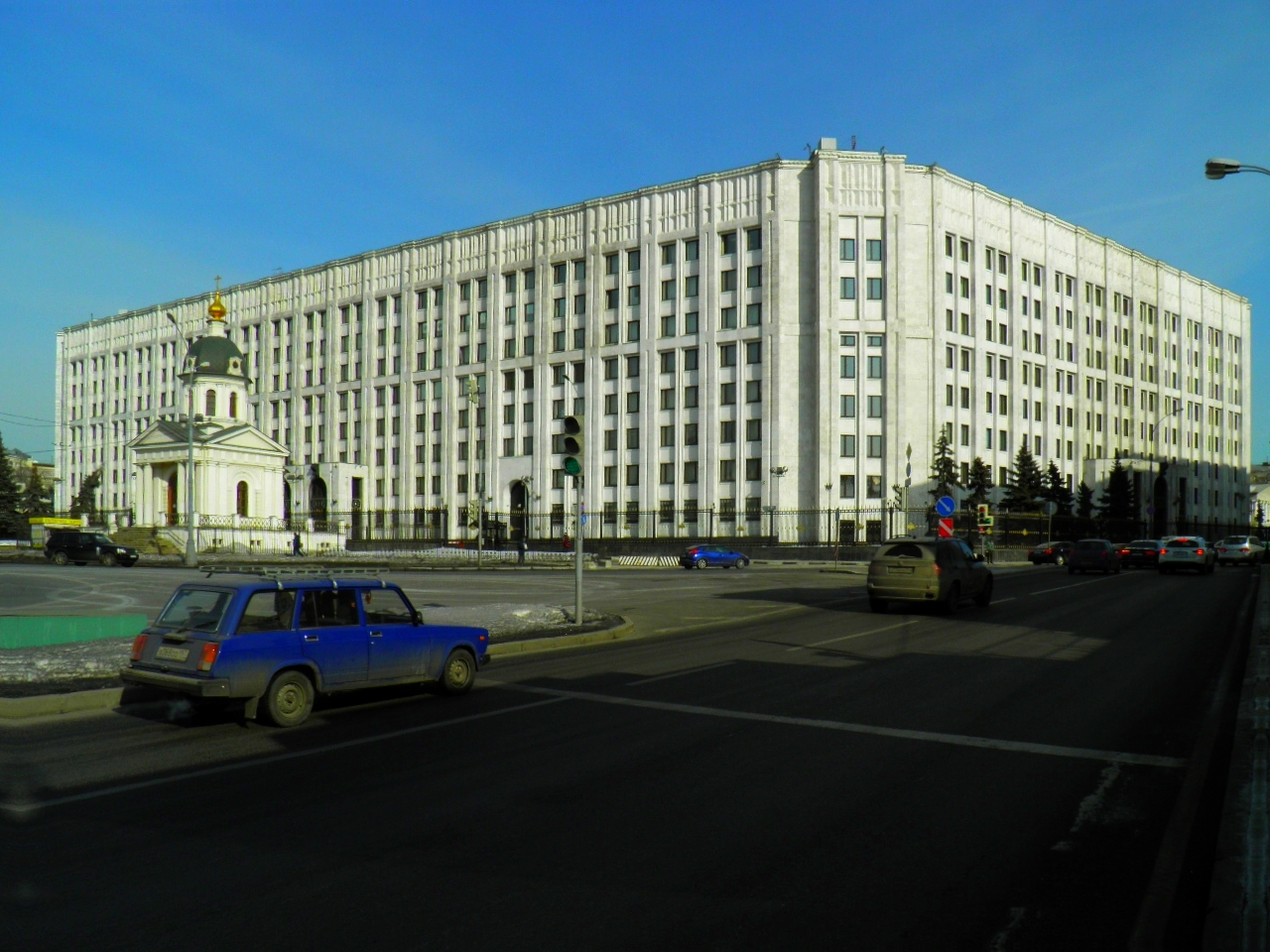
Le nouveau bâtiment (datant de 1979-1987) qui abrite désormais le Genchtab, métro Arbatskaïa.

Après la dislocation de l'URSS, le Genchtab prend le 10 juin 1992 le nom d'« État-Major général des Forces armées de la fédération de Russie » (en russe : Генеральный штаб Вооружённых сил Российской Федерации). En 1998, l'Académie Frouzé et l'Académie Malinovski (spécialisée dans les unités de chars) fusionnent pour former l'« Académie interarmes des forces armées russes ».
- Viktor Petrovitch Doubynine, du 10 juin au 22 novembre 1992 (mort d'un cancer en exercice) ;
- Mikhaïl Petrovitch Kolesnikov, de 1992 à 1996 ;
- Viktor Samsonov, de 1996 à 1997 ;
- Anatoli Kvachnine, de 1997 à 2004 ;
- Iouri Nikolaïevitch Balouïevski (ru), de 2004 à 2008 ;
- Nikolaï Iegorovitch Makarov (ru), de 2008 à 2012 ;
- Valéri Guerassimov, depuis le 9 novembre 2012 (adjoints : Sergueï Sourovikine[6] et Oleg Salioukov, premier adjoint Alexeï Kim[7]).